# Йован Чиркович
Йован Чиркович, известен като Чифа и Чирко паша (на сръбски: Јован Ћирковић Чифа, Ћирко-паша или Jovan Ćirković-Čifa, Ćirko-paša), е сръбски просветен деец, участник в Сръбската пропаганда в Македония.

## Биография
Чиркович е роден в 1871 година в старохерцеговския град Плевля, тогава в Османската империя. Завършва основното си образование в родния си град. В 1891 година завършва Светосавското педагогическо училище на Дружеството „Свети Сава“ в Белград. Работи като учител в района на Плевля, в Куманово, Тетово, Скопие, Велес и Прилеп. Работи като училищен инспектор на сръбските училища в Битолския вилает. От 1901 година е бил секретар на патриариаршеския митрополит Поликарп Велешки и Дебърски. През 1903 година заедно с Алекса Йованович Коджа основава битолския комитет на сръбската четническа организация, който си поставя за задача формирането, снабдяването и координацията на сръбските чети във вилаета.
След Младотурската революция в 1908 година е делегат на Първата сръбска конференция, провела се между 12 и 15 август 1908 г. в Скопие, на която е основана Сръбска демократическа лига в Османската империя. Става председател на сръбския вилаетски комитет в Битоля, на който пост остава до 1910 година, когато става шеф на сръбската народна канцелария в Цариград.
След Балканските войни в 1913 година става управител на Охридски окръг, а след Първата световна война е управител на Битолски окръг. От 1920 до 1927 година е депутат от Битолски окръг.